# Edward James O’Donoghue
Edward James „Murt“ O’Donoghue (* 20. August 1900 in Te Aroha, Neuseeland; † 13. März 1994 in Neuseeland) war ein neuseeländischer Snookerspieler und -trainer. Am 26. September 1934 spielte O’Donoghue das erste Maximum Break der Geschichte, das aber nie offiziell anerkannt wurde.

## Leben
Schon als junger Erwachsener spielte Edward James O’Donoghue Billardbreaks von über 100 Punkten. Er arbeitete in einem Billardraum in Te Aroha, wo er Spielerfahrung sammelte. 1919 spielte O’Donoghue mit einem 102er-Break sein erstes Century Break. Ein Jahr zuvor besuchte Clark McConachy Te Aroha und O’Donoghue lernte von seiner Spielweise, später wurde seine Heimat von Claude Falkiner besucht. Im Jahr 1928 lernte O’Donoghue den australischen Profispieler Walter Lindrum kennen und Lindrum trainierte mit ihm. O’Donoghue, der auf den Spitznamen „Murt“ hörte, heiratete 1929 die acht Jahre jüngere Amy Elizabeth Shields. O’Donoghue spielte in den 1930er-Jahren in kleineren Wettkämpfen Snooker und English Billiards, während der Great Depression wechselte er aber kurzzeitig zum Rugby.
O’Donoghue besaß mehrere Billardclubs in Australien, darunter den Sport and Billards Club in Griffith, wo er regelmäßig Snooker und Billiards spielte. So gelang ihm 1928 die erste Total Clearance und gleichzeitig ein Break von 134 Punkten. Am 26. September 1934 gelang O’Donoghue in einer Partie das erste Maximum Break der Geschichte, während er eine Partie gegen Morry O’Reilly spielte. Bei diesem Erfolg schauten 135 Menschen zu. 1938 spielte O’Donoghue im City Tattersalls Club in Sydney in einer Session sieben Centurys.
In seinem Leben spielte O’Donoghue mehrere Breaks von über 1000 Punkten  im English Billiards.

### Als Trainer
In seinen späteren Jahren trainierte er mehrere Spieler wie Robby Foldvari und unterstützte schon in den 1930er-Jahren den Snookerspieler Norman Squire.

## Rezensionen
Die Erfolge O’Donoghues wurden durch wenige Quellen überliefert. Eine Hauptquelle ist das von O’Donoghue geschriebene Buch, des Weiteren der Snookerspieler und Buchautor Clive Everton.